# Al Mayadeen
Al Mayadeen (arabe : الميادين) est une chaîne de télévision d'information par satellite panarabe libanaise basée dans la ville de Beyrouth.

## Histoire

### Création
Lancé le 11 juin 2012, elle compte des journalistes dans la plupart des pays arabes.
En novembre 2023, deux reporters d'al-Mayadeen, Farah Omar et Rabih Maamari, ainsi qu'une troisième personne, Hussein Aqil, qui se trouvait auprès d'eux, sont tués lors d’un bombardement israélien dans le district de Tyr. Un autre journaliste est tué le 23 septembre 2024 dans le bombardement de sa maison par l'armée israélienne. Le syndicat alternatif de la presse a déclaré dans un communiqué que « prendre pour cible des civils, y compris des journalistes, est un crime de guerre ». Le siège d'Al-Mayadeen a Beyrouth est détruit par un bombardement israélien le 23 octobre 2024.

## Ligne éditoriale
Sur le marché panarabe de l'information télévisée, elle est en concurrence avec Al Jazeera, propriété du Qatar, et Al Arabiya, propriété saoudienne, ainsi qu'avec Sky News Arabia et BBC News Arabic,. Au moment de sa création, la plupart des cadres supérieurs de la chaîne sont d'anciens correspondants et rédacteurs d'Al Jazeera. Al Mayadeen est largement catégorisé comme pro-Hezbollah et pro-Bachar el-Assad,,,.